# Alexander Alberti
Alexander Alberti (* 22. April 1855 in Wörsdorf; † 14. April 1929 in Wiesbaden) war deutscher Jurist und Politiker (DFP).

## Leben
Alexander Alberti war der Sohn eines Oberförsters. Er besuchte Schulen in Wörsdorf, Nastätten und Hadamar und studierte danach in Heidelberg, Bonn und Berlin Rechtswissenschaften. Er schloss das Studium mit der Promotion zum Dr. jur. ab.
Seit etwa 1882 lebte er in Wiesbaden als Rechtsanwalt und Notar. Dort war er Mitglied des Bürgerausschusses und seit 1891 der Stadtverordnetenversammlung. 1902 wurde er stellvertretender Stadtverordnetenvorsteher und 1916 bis 1923 war er Stadtverordnetenvorsteher. Er gehörte dem Nassauischen Kommunallandtag an und war 1918 dessen Präsident. Daneben war er Mitglied des Landesausschusses. Nach der Novemberrevolution 1918 wurde er vom Arbeiter- und Soldatenrat zum Polizeipräsidenten von Wiesbaden ernannt, während der staatlich ernannte Polizeipräsident, Bernhard von Schenck, noch im Amt war und blieb. Während des Ruhrkampfes wurde er ausgewiesen.
Er war im Schulze-Delitzschschen Genossenschaftswesen aktiv. Er war Aufsichtsratsvorsitzender des Großen Vorschußvereins (später Wiesbadener Bank), 1893 bis Mai 1928 Direktor des Mittelrheinischen Verbandes der Erwerbs- und Wirtschaftsgenossenschaften und Mitglied und 1907 bis 1927 Leiter des Gesamt-Ausschusses und des Engeren Ausschusses der Deutschen Genossenschaftsverbände in Berlin.
Er wurde zum Geheimen Justizrat ernannt.